# Три поколения прав человека
Концепция «поколений» прав человека возникла в 70-е годы XX века.
Права человека, по времени их признания, делятся на три поколения:
1. Первое поколение — личные и политические права, провозглашенные Великой Французской революцией, а также американской борьбой за независимость;
2. Второе поколение — социально-экономические и культурные права, которые появились в результате борьбы народа за улучшение своего положения;
3. Третье поколение — права коллективные: право на мир, право на разоружение, право на здоровую окружающую среду, право на развитие и другие.

Вопрос о признании прав третьего поколения является спорным. Большинство специалистов считает, что в рамках прав человека нельзя говорить о коллективных правах. Права человека — это не права наций, меньшинств или иных социальных групп. Это права отдельных лиц, права «единицы».

## Права первого поколения

### Личные права и свободы
Личные права и свободы называются также гражданскими. Большинство из них принадлежат каждому человеку от рождения, являются неотъемлемыми.
Гражданские права призваны обеспечивать свободу индивида как члена общества, его юридическую защищенность от незаконного внешнего вмешательства.
К личным правам относят: право на жизнь; право на уважение чести и достоинства человека; право на свободу и личную неприкосновенность; неприкосновенность частной жизни; свобода передвижения; свободу выбора национальности и выбора языка общения; право на судебное разбирательство; право на презумпцию невиновности и т. д.

### Политические права и свободы
Политические права и свободы дают человеку возможность участвовать в общественно-политической жизни и управлении государством.
Отличительной чертой политических прав является то, что многие из них принадлежат не просто людям, а исключительно гражданам конкретного государства. Они начинают действовать в полном объёме с момента достижения гражданином совершеннолетия.
К политическим правам относятся: право на участие в управлении делами государства; избирательные права; свобода слова; право на мирные собрания; право на создание союзов и объединений и др.

## Права второго поколения

### Экономические, социальные и культурные права
Социально-экономические и культурные права касаются социально-экономических условий жизни человека, определяют его положение в сфере труда, благосостояния, социальной защищенности. Целью является создание условий, при которых люди могут быть свободны от страха и нужды.
К социально-экономическим правам относятся: право на труд; право на отдых; право на социальное обеспечение; право на жилище; право на достойный уровень жизни; право на охрану здоровья и др.
Культурные права гарантируют духовное развитие человека, помогают каждому индивиду стать полезным участником социального прогресса. К ним относятся: право на образование; право на доступ к культурным ценностям; право свободно участвовать в культурной жизни общества; право на творчество; право на пользование результатами научного прогресса и др.
Как отметил председатель Конституционного Суда России Валерий Зорькин, права второго поколения первоначально были закреплены и приняты в Советском Союзе, который добился внесения положений о социально-экономических правах в международные документы.

## Права третьего поколения
Появление третьего поколения прав человека предопределено обострением во второй половине XX в. глобальных проблем, среди которых на одно из первых мест выходит экологическая, а также вступлением наиболее развитых стран, в эпоху информатизации. Отсюда — такие права, как право на безопасную окружающую среду, право доступа к информации. Особенность третьего поколения прав заключается в том, что они являются коллективными и могут реализовываться совместно.